# Pârâul Stâna lui Rusu
Pârâul Stâna lui Rusu este un curs de apă, afluent al Pârâului Bradului. 

## Hărți
- Harta Munții Vrancea  Arhivat în 9 iunie 2008, la Wayback Machine.